# 캄바트만

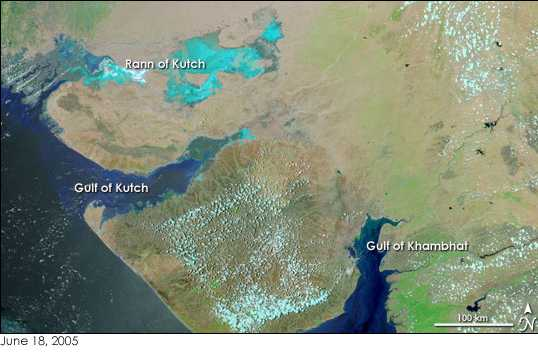
캄바트만(오른쪽)

캄바트만(Gulf of Khambhat) 또는 캄베이만(Gulf of Cambay)은 아라비아해에 있는 만으로서 인도의 서쪽 해안의 구자라트주에 위치한다. 총 길이는 약 141km이며 카티와르반도와 동쪽으로는 구자라트 지방을 구분한다. 캄바트만으로는 타프티강과 나르마다강이 흘러가며 말 강둑, 말라카 방둑 등 여러 운하 관련 시설이 위치하고 있다. 캄바트만은 조수가 굉장히 심한 곳이며 그 만조 시기나 그 높이가 천차만별이다. 대한민국처럼 갯벌이 생기는 지형이 아니라 저지대가 드러나므로 밑바닥까지 드러날 때는 그 높이차가 극도로 심해지기도 한다.
만에 물이 높게 찰 경우에는 대선박이 머물기도 하지만 미쳐 조수가 낮아질 때 이동하지 못한 경우에는 인선을 해야할 정도가 되기도 한다.
고대 시대부터 캄바트만은 무역 중개업의 중심지로 각광받았으며 인도양의 무역 중개로의 핵심지 중 하나였다. 수라트, 캄바트, 바루크 등은 역사적으로도 중요한 항구이다.
2000년 인도의 과학기술부 장관인 무리 마노아 조쉬는 이 지역에 고대 선사 유적지가 대거 묻혀 있다고 발표했다. 그러나 이러한 주장이 정치적으로 외도되었으며 사실 여부에 대해서도 의문점이 있어 연구자들은 이 주장을 거부했다.